# Storia della filosofia

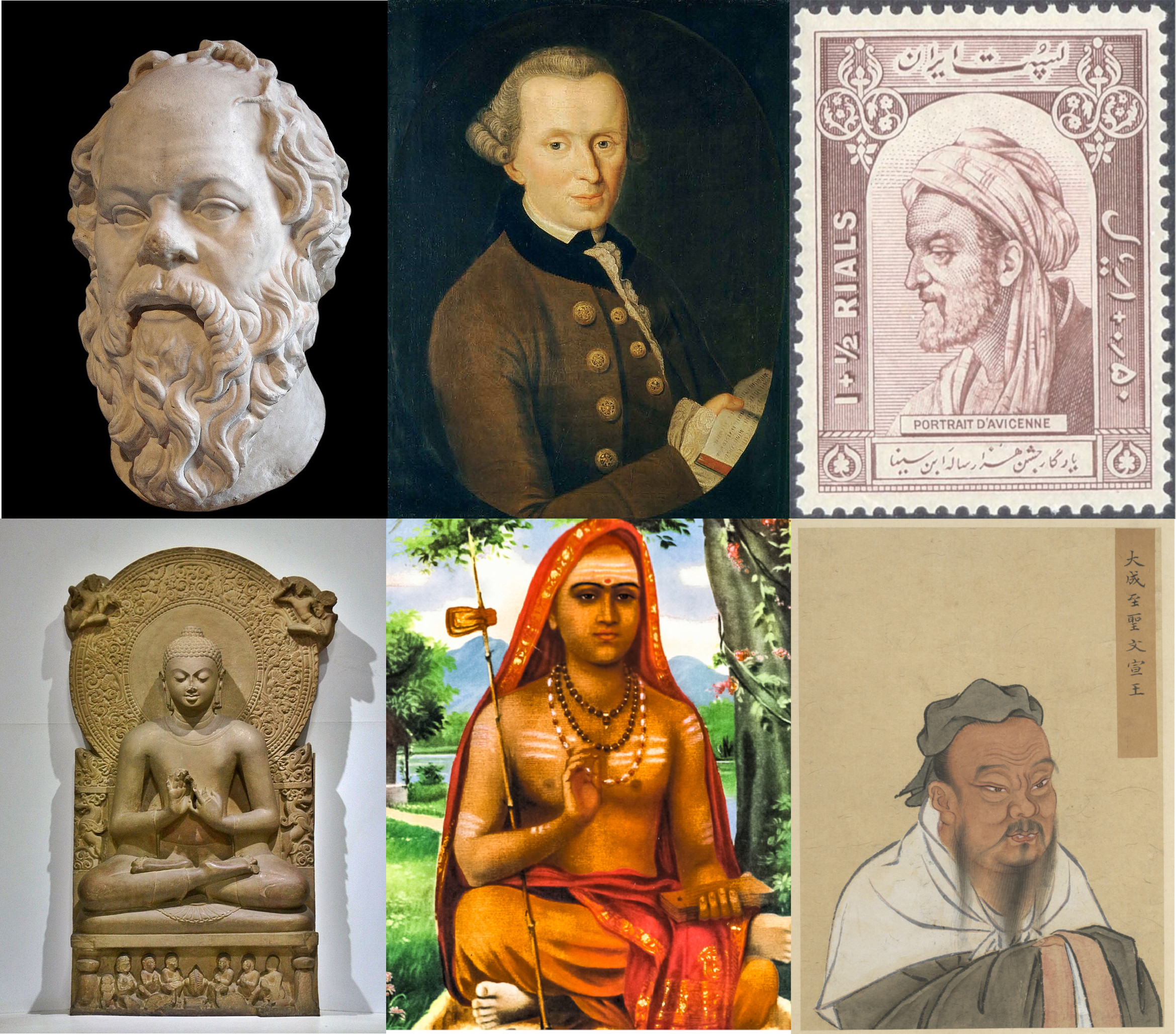
Dall'alto a sinistra, in senso orario: Socrate, Immanuel Kant, Avicenna, Confucio, Adi Shankara e Siddhartha Gautama

La storia della filosofia è una disciplina che si occupa dello studio sistematico e critico dell'evoluzione del pensiero filosofico nel corso del tempo. Essa si concentra sulla filosofia come indagine razionale basata sull'argomentazione, benché alcuni teorici includono in essa anche miti, religione e tradizioni proverbiali.
La filosofia occidentale ebbe origine nell'antica Grecia come indagine sulla natura fondamentale del cosmo. Le successive evoluzioni compresero un ampio spettro di argomenti, tra cui la natura della realtà e della mente, il modo in cui le persone dovrebbero agire (l'etica) e come arrivare alla conoscenza scientifica (l'epistemologia). Durante il medioevo l'indagine filosofica fu incentrata maggiormente sulla teologia ma nel rinascimento si assistette ad un rinnovato interesse per il pensiero dell'antica Grecia e all'emergere dell'umanesimo. Il periodo moderno e contemporaneo è stato, invece, caratterizzato da una maggiore attenzione alla creazione della conoscenza filosofica e scientifica. Durante il periodo noto come "illuminismo" le nuove idee vennero utilizzate per mettere in discussione le credenze e le istituzioni tradizionali. Sviluppi influenti nei secoli XIX e XX furono l'idealismo tedesco, il pragmatismo, il positivismo, la logica formale, l'analisi linguistica, la fenomenologia, l'esistenzialismo e il postmodernismo.
La filosofia arabo-persiana venne profondamente influenzata dai filosofi della Grecia antica ed ebbe il suo apice durante l'epoca d'oro islamica tra l'VIII e il XIII secolo. Uno dei suoi temi più importanti fu il rapporto tra ragione e rivelazione visti come due strade compatibili da percorrere per arrivare alla verità. Nell'XI secolo Avicenna sviluppò un sistema filosofico completo che sintetizzava la fede islamica e la filosofia greca. Dopo il XIII secolo, la ricerca filosofica diminuì, anche per via della critica sostenuta da Al-Ghazali. Nel XVII secolo, Mulla Sadra sviluppò un sistema metafisico basato sul misticismo mentre tra il XIX e il XX secolo emerse il modernismo islamico come tentativo di conciliare le dottrine islamiche tradizionali con la modernità.
La filosofia indiana è stata fin dal principio caratterizzata dal suo interesse per la natura della realtà, per i modi per arrivare alla conoscenza e il problema spirituale su come raggiungere l'illuminazione. Le sue radici affondano nelle antiche scritture religiose, note come Veda. Successivamente il pensiero indiano si divise frequentemente tra scuole ortodosse, strettamente associate agli insegnamenti dei Veda, e scuole eterodosse, come il Buddismo e il Giainismo. Influenti correnti di pensiero basate su essere furono le scuole indù di Advaita Vedānta e Navya-Nyāya così come le scuole buddiste di Madhyamaka e Vijnanavada. Nel periodo moderno, lo scambio tra il pensiero locale e quello occidentale ha portato vari filosofi indiani a sviluppare sistemi completi che mirano ad unire e armonizzare le diverse scuole di pensiero filosofiche e religiose.
Gli argomenti centrali della filosofia cinese furono la giusta condotta sociale, il governo e lo sviluppo personale. Nei tempi più antichi, il confucianesimo si occupò di esplorare le virtù morali e il modo in cui essi conducono all'armonia nella società, mentre il daoismo si concentrò sulla relazione tra esseri umani e la natura. Gli sviluppi successivi compresero l'introduzione e la trasformazione degli insegnamenti buddisti e l'emergere delle scuole di Xuanxue e del Neoconfucianesimo. Il periodo moderno della filosofia cinese è stato caratterizzato dal suo incontro con la filosofia occidentale, in particolare con il marxismo. Ulteriori correnti di pensiero di rilievo nella storia della filosofia includono la filosofia giapponese, quella latinoamericana e quella africana.

## Definizione e discipline affini
La storia della filosofia è la disciplina che studia lo sviluppo del pensiero filosofico lungo la storia. Si propone di fornire un'esposizione sistematica e cronologica dei concetti e delle dottrine filosofiche, dei filosofi che le concepirono e delle scuole di pensiero a cui essi appartennero. Non si tratta, comunque, di una semplice raccolta di teorie ma il suo scopo è quello di cercare di mostrare come le diverse teorie siano correlate tra loro. Ad esempio, alcune scuole di pensiero si basano su teorie precedenti mentre altre le rifiutarono cercando invece di fornire spiegazioni alternative. Le tradizioni puramente mistiche e religiose sono spesso escluse dalla storia della filosofia a meno che le loro affermazioni non siano basate su indagini e argomentazioni razionali. Tuttavia, alcuni teorici trattano l’argomento in un senso molto ampio includendo anche gli aspetti filosofici dei miti, delle tradizioni religiose e di quelle proverbiali.
Strettamente legata alla storia della filosofia vi è la storiografia della filosofia il cui obiettivo è esaminare i metodi utilizzati dagli storici della filosofia. Inoltre, si interessa ai mutamenti delle opinioni dominanti in questo campo. Per studiare la storia della filosofia vengono utilizzati diversi metodi e approcci. Alcuni storici sono si focalizzano principalmente sulle teorie filosofiche in sé senza dare troppo pesa al fatto che siano state formulate nel passato non analizzando come le diverse posizioni si siano evolute nel tempo, preferendo concentrarsi su quali affermazioni abbiano fatto e come queste possano destare ancora interesse. Un approccio diverso è invece quello di intendere la storia della filosofia come un’evoluzione basandosi sul presupposto che vi sia un evidente progresso nel corso del tempo. In questa evoluzione, le teorie precedenti vengono perfezionate o sostituite da teorie successive più avanzate. Altri storici ancora cercano di comprendere le teorie filosofiche del passato come un prodotto del tempo in cui vennero elaborate. Il loro interesse riguarda le posizioni accettate dai filosofi del passato e perché questi le abbiano adottate. La rilevanza di queste posizioni nell'età contemporanea non è il loro obiettivo. Tra le altre cose, inoltre, studiano di come il contesto storico e la vita del filosofo abbiano modellato il loro pensiero.
Un'altra importante caratteristica metodologica è l'uso della periodizzazione che consiste nel dividere la storia della filosofia in periodi distinti. Ogni periodo corrisponde a una o più tendenze filosofiche prevalenti durante quell'età storica.